# 潘浠淳
潘浠淳（英語：Clarisse Poon，2009年—），香港女學生，活躍於創新科技領域，其聲稱獨立研發人工智能醫療輔助及藥物處方監測系統暨應用程式「藥倍安心」（Medisafe），並以其參加多項本地及國際創新科技比賽獲獎，但該系統其後因原創性及數據私隱問題引發巨大爭議。

## 經歷
潘浠淳就讀聖保羅男女中學，並曾於國際鋼琴比賽中獲獎。她在初中時期，曾以與同學合作設計一款「HikeSafe 步報平安鞋墊」獲得「少年警訊中銀STEM-Up創新科技大賽」初中組冠軍。
其亦有積極參與義工活動，2021年她與其他中學生創辦學生組織Light Their Rights HK，主要服務深水埗的基層家庭及露宿者。她在「香港義工獎2022」獲頒「傑出青年義工」並以13歲之齡成為歷來最年輕得獎者，2023年獲頒香港十大傑出少年。
2024年12月，潘浠淳代表香港到北京參加第九屆全國學生「學憲法 講憲法」全國總決賽，並在法治素養競賽團體賽中獲得二等獎。

## 爭議
2024年，潘浠淳發表聲稱自行研發的人工智能醫療輔助及藥物處方監測系統「藥倍安心」（Medisafe），稱其靈感源於在醫院實習期間的觀察；其當年即以該系統於「香港資訊及通訊科技獎」中囊括學生創新大獎及金獎等四個獎項，翌年再獲「第50屆日內瓦國際發明展」銀獎以及首屆「少年創科達人大獎」。2025年6月起，有吹哨者指控其參賽涉及請槍作弊行為，應用程式由她任職醫生的父母潘冬平、彭詠枝暗裡聘用美國一家專業人工智能公司代為開發，並涉嫌在未經病人授權下提供病歷數據，侵犯私隱。
及至2025年8月4日，美國AI公司AI Health Studio聯合創始人兼行政總裁Ahmed Jemaa於Linkedin發表公開聲明，揭露「藥倍安心」是受其母彭詠枝於2024年3月委託，在只有初步概念下由該公司從零開始製作，他對於作品用作參賽並獲多個獎項毫不知情，並認為若屬實即對其他參賽者不公。此事件惹起社會廣泛迴響。

## 家世
潘家為清代富商潘振承後人，亦為杏林世家，潘浠淳祖父潘順源、父潘冬平、母彭詠枝及叔父潘冬松均以行醫為生。潘冬平、潘冬松兄弟分別為肝癌和腸癌專家，潘冬平為香港大學李嘉誠醫學院外科學系名譽教授，潘冬松曾任該系直腸外科副教授，彭詠枝亦曾任該系助理教授。